# Столкновения между Талибаном и Ираном (2023)
Столкновения между «Талибаном» и Ираном произошли 27—28 мая 2023 года. Вооружённые силы правящего в Афганистане исламского движения «Талибан» приняли участие в пограничном конфликте с иранскими пограничниками на афгано-иранской границе между афганской провинцией Нимроз и иранской провинцией Систан и Белуджистан. В ответ на это армия Ирана нанесла артиллерийский удар по позициям талибов, что, привело к гибели по официальным данным трёх человек, по неофициальным, не менее 14 с афганской стороны и двум с иранской, не считая раненых. После нескольких столкновений обе стороны урегулировали ситуацию.

## Предыстория

### Права Ирана на воду Гильменда
Споры по поводу воды реки Гильменд впервые возникли в 1870-х годах, спустя пару десятилетий, разгоревшись с новой силой, после того, как река изменила русло в 1896 году. В 1939 году короли Ирана и Афганистана пришли к соглашению о разделе прав на воду, которое было подписано, но так и не ратифицировано. По договору 1973 года между премьер-министрами обеих стран следовало, что Иран должен был получать долю в 820 млн м³ воды ежегодно, но он снова не был ратифицирован. До 1979 года, когда в Иране произошла Исламская революция, а Афганистан был под контролем Советского Союза, вопрос о правах на воду реки Гильменд был крайне острым. Во время правления в Афганистане Ашрафа Гани страна начала строительство плотин, таких как плотина Салма через реку Герируд и плотина Камаль-Хан в провинции Гильменд, для хранения воды и увеличения производства гидроэлектроэнергии. Афганские официальные лица продолжили обсуждать вопрос о разделе воды с Ираном с тех пор, как к власти пришли талибы.
В мае 2023 года президент Ирана Ибрахим Раиси потребовал право на воду в реке Гильменд. Помимо этого, МИД Ирана заявил, что его страна не признает талибов и настаивает на создании «инклюзивного правительства Афганистана».

### Отношения Ирана и «Талибана»
Отношения между Ираном, преимущественно шиитской страной, и движением «Талибан», в котором доминируют суннитские фундаменталисты, исторически были крайне нестабильными. Во время первого правления талибов в Афганистане в период с 1996 по 2001 год они казнили 10 иранских дипломатов и иранского журналиста из консульства в Мазари-Шарифе. Это привело к военной мобилизации Ирана, которая была разрешена при посредничестве Организации Объединённых Наций. Во время вторжения США в Афганистан в 2001 году Иран сотрудничал с войсками США, а иранский спецназ поддерживал Северный Альянс при подавлении восстания в Герате.
После выступления «оси зла» Иран улучшил свои отношения с талибами. Во время войны в Афганистане США, Великобритания и Исламская Республика Афганистан обвинили Иран в предоставлении убежищ и материальной поддержке талибам. В 2010 году иранский офицер Сил «Кудс», которого назвали «ключевым посредником в поставке оружия талибам», был захвачен силами НАТО в Афганистане. В 2017 году Исламская Республика Афганистан обвинила Иран в прямом содействии талибам в их наступлении на афганские правительственные силы на западе страны и заявила, что Иран пытался разрушить плотину в провинции Герат. Иран отверг обвинения в поддержке талибов.
Летом 2021 года «Талибан» при дипломатической поддержке Ирана восстановил свою власть над Афганистаном после вывода войск США из страны. В ноябре 2021 года лидер Фронта национального сопротивления Афганистана Ахмад Масуд и полевой командир Герата Исмаил-хан встретились в Иране в рамках своих попыток усилить афганскую оппозицию. 1 декабря 2021 года произошло пограничное столкновение между Исламским Эмиратом Афганистан и Исламской Республикой Иран. Обе стороны назвали это несчастным случаем.
В мае 2023 года делегация во главе с заместителем начальника штаба Вооружённых сил Ирана бригадным генералом Бахрамом Хоссейни Мотлаком провела встречу со своим афганским коллегой Хаджи Мали-хан Садиком при правительстве талибов Афганистана в Кабуле.

### Словесная война
Хотя вода является одной из немногих областей разногласий между Ираном и Афганистаном, двусторонние отношения между ними с 2022 года развиваются успешно. Тем не менее, бывший пресс-секретарь полиции «Талибана» Мубин-хан высмеял президента Ирана, что разозлило иранцев и привело к словесной войне и угрозам друг другу.

## Столкновения

### Ход боевых действий
27 мая 2023 года была открыта стрельба на границе Ирана и Афганистана, в результате чего были убиты и ранены солдаты. Начальник полиции Ирана Касем Резаи обвинил «Талибан» в открытии огня на границе иранской провинции Систан и Белуджистан и афганской провинции Нимроз. Официальный представитель министерства внутренних дел Афганистана Абдул Нафи Такор обвинил Иран в том, что он открыл огонь первым. Такор заявил, что в перестрелке погибли два человека, по одному от каждой страны, и были ранены другие. По сведениям IRNA, двое иранских пограничников были убиты, а Tehran Times сообщила, что погибли трое иранских пограничников. Также IRNA известило, что пограничный переход Милак с Афганистаном, крупный торговый маршрут, был закрыт до дальнейшего уведомления из-за перестрелки.
В полночь на 28 мая талибы атаковали пограничный пункт Ирана. По заявлению иранских СМИ, огонь начался на границе провинции Нимроз. Как утверждает террористическая организации «Талибан», в общей сложности было уничтожено 18 пограничных объектов . Во время столкновений иранские пограничники применили артиллерию, но опровергли заявления о применении ракет.

### Заявления правительств Ирана и Афганистана
Официальные заявления обеих сторон о том, как происходили столкновения, существенно различались, и каждая сторона обвиняла другую:
Инаятулла Хорезми, пресс-секретарь министерства обороны Афганистана, заявил: «К сожалению, сегодня в очередной раз в приграничных районах округа Канг провинции Нимроз произошла стрельба иранских солдат, [и] конфликт… вспыхнул».
Гасем Резаи, заместитель начальника правоохранительных органов Ирана, заявил: «Не соблюдая международные законы и добрососедство, силы „Талибана“ начали стрелять по контрольно-пропускному пункту Сасули ... вызвав решительный ответ».

### Оценки
Газета Kayhan возложила вину за столкновения на США и их региональных союзников. Амир-Али Хаджизаде, командующий Воздушно-космическими силами КСИР, заявил, что «враги» Ирана хотели, чтобы пограничный конфликт с талибами превратился в полноценную войну. В своём выступлении он заявил, что США создали «различные ловушки», чтобы втянуть Иран в войну.
По сообщению иранского информационного агентства Tasnim, столкновения начались, когда группа вооружённых контрабандистов наркотиков попыталась пересечь границу Ирана, и иранские силы открыли по ним огонь. Местные силы талибов, не подозревая о происходящем, предположили, что иранские силы атакуют их, и завязалось столкновение. Силы «Талибана» затем попытались атаковать приграничные деревни Сасули, Хатам и Макаки, а также им удалось захватить несколько контрольно-пропускных пунктов.

## Последствия
28 мая Иран вновь открыл границу с Афганистаном на мосту Абришам, который ранее был закрыт из-за столкновений. Поддержка иранским правительством талибов подверглась критике со стороны иранских реформистских СМИ и Ахмада Масуда.
После этого посольство Ирана в Кабуле и афганские официальные лица установили контакт для расследования инцидента. Иранский генерал Киюмарс Хейдари и заместитель начальника правоохранительных органов Ирана Гасем Резаи также провели совместную встречу с представителями талибов в городе Заболь, на которой обсудили, как предотвратить подобные инциденты в будущем. После непродолжительной стычки министр внутренних дел Ирана Ахмад Вахиди заявил, что ситуация на ирано-афганской границе нормальная и переходы снова открыты.
Официальный представитель Афганистана призывает к дипломатическому решению спора. Министерство иностранных дел Афганистана заявило, что не намерено вступать в конфликт с Ираном: «В настоящее время ситуация находится под контролем. Проблемы на границе решены». Члены комиссии «Талибана» также призвали к хорошим отношениям с соседними странами, особенно с Ираном.